# William Hartnell
William Henry Hartnell (Londres, 8 de enero de 1908 - Marden, 23 de abril de 1975) fue un actor inglés, conocido mayormente por interpretar entre 1963 y 1966 a la primera encarnación del Doctor en la serie televisiva de ciencia ficción Doctor Who.
En cine, Hartnell apareció notablemente en Brighton Rock (1949), The Mouse That Roared (1959) y This Sporting Life (1963). Estuvo asociado con papeles militares, interpretando al sargento mayor de compañía Percy Bullimore en la comedia de ITV The Army Game (1957, 1961) y al sargento Grimshaw, el personaje principal en la primera película de Carry On, Carry On Sergeant (1958).

## Biografía
Su nombre completo era William Henry Hartnell, y nació en St. Pancras, Londres, Inglaterra, siendo el único hijo de Lucy Hartnell, madre soltera. Fue criado parcialmente por una madre de acogida, aunque pasó parte de su infancia en Devon con su familia materna, ganaderos, con los que aprendió a cabalgar. Hartnell nunca llegó a descubrir la identidad de su padre, a pesar de los esfuerzos que realizó en su búsqueda.
A menudo conocido como Billy, dejó la escuela sin ningún futuro en perspectiva, y dedicándose a la comisión de pequeños delitos. Por mediación de un club de boxeo, Hartnell conoció al coleccionista de arte Hugh Blaker, que se convirtió en su protector y le inició como jockey (su primera gran afición eran los caballos), ayudándole posteriormente a ingresar en la Italia Conti Academy, pues el teatro era la pasión de Blaker, financiando también sus estudios en el Imperial Service College, institución que acabó abandonando.

## Trayectoria
Hartnell entró en el teatro en 1925 trabajando para Francis Robert Benson como tramoyista. En 1928 actuó en la obra Miss Elizabeth's Prisoner, de R. N. Stephens y E. Lyall Swete, junto a la actriz Heather McIntyre. Al año siguiente ambos se casaron. Su primera actuación para el cine tuvo lugar en 1932 en el filme Say It With Music.
El trabajo en la radio también formó parte de su carrera, y su primera actuación conocida fue en una producción de Chinese Moon Party, transmitida por la BBC el 11 de mayo de 1931.
Con el inicio de la Segunda Guerra Mundial Hartnell sirvió en el Royal Tank Regiment, aunque fue licenciado tras 18 meses de servicio a causa de una crisis nerviosa, volviendo posteriormente a la interpretación. Hartnell usualmente hacía papeles cómicos, hasta que en 1944 fue elegido para interpretar al Sargento Ned Fletcher en The Way Ahead. A partir de entonces su carrera se vio definida por su actuación principalmente en papeles de policías, soldados, y matones. 
En 1958 interpretó al sargento en el primero de los filmes de la serie Carry On, Carry On Sergeant, y en 1963 fue un concejal en la película de John y Roy Boulting Heavens Above!, con Peter Sellers. William Hartnell también fue Will Buckley en The Mouse That Roared (1959), de nuevo con Sellers.
Su primer papel regular para la televisión fue el del Sargento Mayor Percy Bullimore en The Army Game entre 1957 y 1961. En 1963 hizo un papel de reparto en la versión cinematográfica de This Sporting Life.

## Doctor Who(1963–1966)
La interpretación de Hartnell en This Sporting Life llamó la atención de Verity Lambert, productora que estaba desarrollando una nueva serie televisiva de ciencia ficción para la BBC, Doctor Who. Lambert le ofreció el papel principal, aunque Hartnell en un inicio dudaba si aceptarlo o no. Finalmente, Lambert y el director Waris Hussein le convencieron para interpretar un personaje que acabaría siendo su actuación más destacada, y por la que hoy en día es más recordado. Hartnell posteriormente revelaba que uno de los motivos por los que aceptó el papel fue huir del encasillamiento que le producía la constante interpretación de militares y personajes similares.
Según algunos de sus colegas en Doctor Who, Hartnell era un compañero de trabajo difícil. Sin embargo, otros, entre ellos los actores Peter Purves y William Russell y la productora Verity Lambert, siempre hablaron de él con entusiasmo. 
La mala salud de Hartnell (arterioesclerosis) y sus malas relaciones con el nuevo equipo de producción de la serie tras la salida de la misma de Lambert, hicieron que dejara Doctor Who en 1966. Los productores pensaron que, si el Doctor era un Señor del Tiempo, podía transformarse en otro hombre al morir. William Hartnell sugirió que le sustituyera en el papel Patrick Troughton.
Hartnell repitió el papel en la historia del 10.⁰ aniversario, "Los Tres Doctores" , emitida entre diciembre de 1972 y enero de 1973. Cuando su esposa, Heather, se enteró de su participación, informó al equipo del programa que su mala memoria y su precaria salud le impedirían protagonizar el especial. El equipo y Heather acordaron que Hartnell se sentaría durante el rodaje y leería sus diálogos de las tarjetas de referencia. Su aparición en la historia fue su último trabajo como actor debido al deterioro de su salud.

## Vida posterior y muerte
Esta actuación fue su último trabajo interpretativo. La salud de Hartnell había empeorado, y en diciembre de 1974 hubo de ser hospitalizado. A principios de 1975 sufrió una serie de ictus, falleciendo a causa de una insuficiencia cardiaca en Marden, Inglaterra, el 23 de abril de 1975, a los 67 años de edad.
Hartnell se casó con Heather McIntyre el 9 de mayo de 1929, permaneciendo unido el matrimonio hasta fallecer el actor. Tuvieron una hija llamada Heather Anne, y dos nietos.

## Filmografía parcial
A lo largo de su carrera Hartnell actuó en más de setenta y cinco filmes británicos, además de en numerosas producciones teatrales y televisivas.
- Farewell Again (1937)
- The Bells Go Down (1943)
- The Way Ahead (1944)
- Appointment with Crime (1946)
- The Pickwick Papers (1952)
- The Magic Box (1952)
- Brighton Rock (1947)
- Footsteps in the Fog (Pasos en la niebla) (1955)
- Private's Progress (1956)
- Hell Drivers (1957)
- Yangtse Incident (1957)
- Carry On Sergeant (1958)
- The Desperate Man (1959)
- The Night We Dropped a Clanger (1959)
- Jackpot (1960)
- And the Same to You (1960)
- Piccadilly Third Stop (1960)
- Heavens Above! (1963)
- This Sporting Life (El ingenuo salvaje) (1963)
- Tomorrow at Ten (1964)